# Vison
Pour les articles homonymes, voir Vison (homonymie).
Taxons concernés
Dans la famille des Mustelidae :
- dans le genre Neovison :
  - toutes les espèces (voir texte)
- dans le genre Mustela :
  - Mustela lutreola
  - Mustela sibirica
  - Mustela itatsimodifier

Vison est un nom vernaculaire ambigu en français, pouvant désigner plusieurs espèces différentes de petits mammifères de la famille des Mustélidés, répartis dans différents genres. Ce nom vernaculaire est aussi à l'origine de plusieurs noms normalisés ou de noms vulgaires créés pour la nomenclature scientifique en français.
Au sein du genre Mustela, les espèces désignées sous l’appellation de « vison » sont classées dans le sous-genre des lutreola (l’épithète spécifique utilisé pour désigner le vison d’Europe), en opposition aux « belettes » (mustela) et aux « putois » (putorius).
C'est le Vison d'Amérique qui est élevé pour sa fourrure et son huile.

## Étymologie
Le mot « vison » peut être issu du latin vulgaire viso, -onis, variante du bas latin des gloses visio « vesse », vissio « puanteur », en référence à l’odeur forte se dégageant de leur marquage territorial [réf. souhaitée].

## Noms français et noms scientifiques correspondants
Liste alphabétique des noms vulgaires ou des noms vernaculaires attestés en français.

Note : certaines espèces ont plusieurs noms et les classifications évoluant encore, certains noms scientifiques ont peut-être un autre synonyme valide.
- Vison d'Amérique — Neovison vison, espèce utilisée dans les élevages de visons ;
- Vison d'Europe — Mustela lutreola, espèce en danger critique d'extinction ;
- Vison de Sibérie - Mustela sibirica, chassé pour faire des pinceaux en « Martre Kolinsky » ;
- Vison du Japon - Mustela itatsi, espèce commune sur l’archipel japonais ;
- † Vison de mer - Neovison macrodon, espèce éteinte.

Les deux premières sont deux espèces distinctes, à capital génétique différent. Le vison d'Amérique est beaucoup plus gros (1,5 à 2 kg) que le vison d'Europe (0,8 à 1 kg). La qualité exceptionnelle de sa fourrure a fait du vison l'un des animaux les plus recherchés pour celle-ci. Une espèce s'est éteinte au XIXe siècle [précision nécessaire].

## Élevage
Le vison d'élevage est le Vison d'Amérique (Neovison vison), que l'on trouve presque exclusivement en captivité.
Ces animaux sont élevés principalement au Danemark pour leur fourrure, mais aussi pour obtenir l'huile de vison et autres produits de valorisation des carcasses.
Les conditions de maintenance de ces animaux dans les fermes d'élevage en batterie sont régulièrement dénoncées par des associations militant contre la cruauté et pour le respect du bien-être animal par cette branche de l'industrie du luxe

### Rôle de l'élevage intensif du vison dans lapandémie de COVID19
Les visons constituent un réservoir de zoonoses potentiellement transmissibles à l'homme.
En novembre 2020, alors que le rôle du pangolin dans la propagation de la Covid-19 est progressivement écarté par les chercheurs,, dans un article du blog Les Crises du 7 janvier, le sociologue et journaliste pour le journal Reporterre Yann Faure expose des données attestant la possibilité que les élevages de vison chinois aient pu jouer un rôle dans l'émergence du Covid-19,,,. En duo avec le journaliste scientifique Yves Sciama, ils réalisent une enquête pour Reporterre entre novembre et décembre 2020 qui sera reprise par de nombreux médias,,.
Le 8 janvier, un article publié dans la revue Science confirme que l'hypothèse présenté par Reporterre mérite d'être étudiée.
Le 4 novembre 2020, le gouvernement danois a décidé d'abattre les 17 millions de visons en raison d'une mutation du virus COVID-19. Après cet abattage massif, l'élevage de visons est à nouveau autorisé au Danemark depuis le 1er janvier 2023.

## Animaux sauvages
En Utah et en Angleterre des visons s'échappent d'une ferme d'élevage et conduisent ainsi à l’établissement, par marronnage, d'une population de visons sauvages dans les territoires à l'entour.